# Амадай Уарда
Амадай Уарда (лат. Branchiostegus wardi) — вид лучепёрых рыб семейства малакантовых (Malacanthidae). Морские придонные рыбы. Распространены в юго-западной части Тихого океана. Максимальная длина тела 40 см. Видовое название дано в честь Алека Уорда (Alec Ward), друга автора первоописания, который работал на траулерах и добыл типовой экземпляр данного вида и «много редких и интересных рыб».

## Описание
Тело немного удлинённое, покрыто ктеноидной чешуёй. Высота тела составляет 23—26 % стандартной длины тела. Голова большая, квадратной формы, покрыта циклоидной чешуёй. Длина головы составляет 25—28 % длины тела. На первой жаберной дуге 19—23 жаберных тычинок. Верхний край предкрышки с мелкими зазубринами, нижний край гладкий. Угол предкрышки 100—110°, задний край с небольшой выемкой. Глаза посажены высоко на голове; диаметр орбиты глаза составляет 21—29 % длины головы. Межглазничное пространство узкое, составляет 16—22 % длины головы. Рот конечный, немного косой. Окончание верхней челюсти доходит до вертикали, заходящей за середину глаза. 

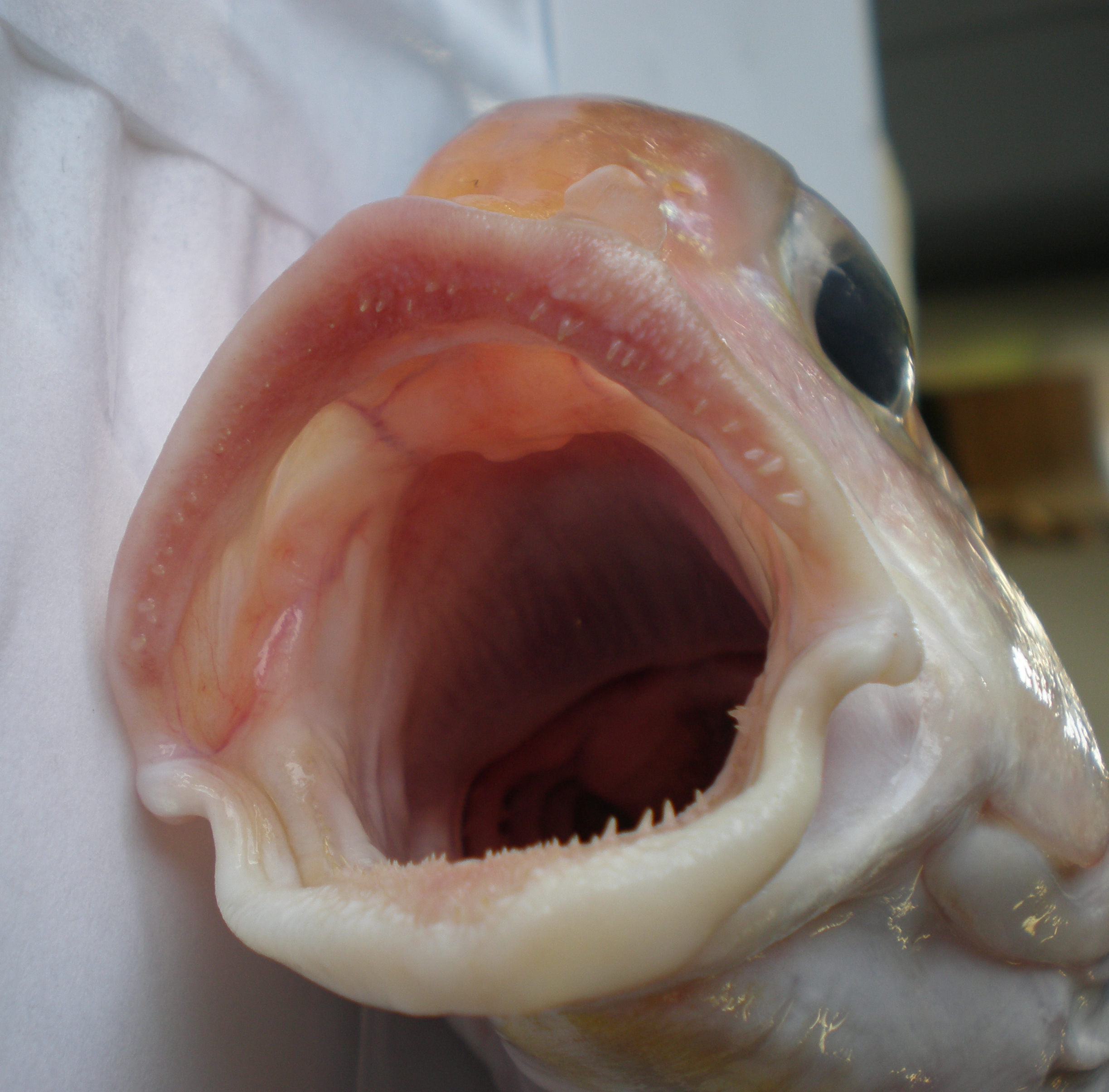

На обеих челюстях хорошо развитые клыковидные зубы; на каждой челюсти около 20 зубов, включая один увеличенный изогнутый зуб в задней части обеих челюстей. В спинном плавнике 7 колючих и 15 мягких лучей. Предпоследний луч несколько удлиненный, его окончание почти достигает основания хвостового плавника. В анальном плавнике 2 колючих и 12 мягких лучей. Грудные плавники с 17—19 мягкими лучами, заострённые, их окончания не доходят до анального отверстия. Хвостовой плавник с двумя небольшими выемками. В боковой линии 48—51 прободённых чешуй плюс 2 чешуи на хвостовом плавнике. Над боковой линией 7—10 рядов чешуи, под боковой линией 21—27 рядов.
Верхняя часть тела тёмно-коричневого цвета, нижняя часть — серебристо-белая. На теле нет вертикальных полос. Рыло фиолетовое; верхняя часть головы тёмная. Предорсальный гребень тёмный. Щеки серебристые без подглазничных полос. Мембраны колючей части спинного плавника тёмные с желтоватым оттенком. Мембраны мягкой части спинного плавника тёмные, без чётких отметин. Грудные плавники с тёмным верхним краем, верхняя часть тёмная, нижняя — прозрачная. Брюшные плавники тёмные. Хвостовой плавник с тёмным треугольником на нижней доле, верхний и нижние края жёлтые. В средней части плавника проходят две параллельные жёлтые полосы, разделенные серой областью между ними; остальная часть плавника желтоватая с несколькими тёмными участками.
Максимальная длина тела 40 см. 

## Ареал и экология
Распространены в юго-западной части Тихого океана у восточной Австралии от юга Квинсленда до Нового Южного Уэльса, а также у берегов Новой Каледонии и Папуа-Новая Гвинея. Обитают на континентальном шельфе на глубине от 100 до 250 м. Питаются рыбами (например, Apogonops anomalous), моллюсками, амфиподами, ротоногими и полихетами.